# Kaguya-sama wa Kokurasetai: Tensai-tachi no Ren'ai Zunōsen
Kaguya-sama wa Kokurasetai: Tensai-tachi no Ren'ai Zunōsen (яп. かぐや様は告らせたい ～天才たちの恋愛頭脳戦～, Каґуя-сама ва Кокурасетай - Тенсай-таті но Рен'ай Дзуно:сен, англ. Kaguya-sama: Love Is War, неоф. укр. Каґуя хоче, щоб їй зізналися: любовна та інтелектуальна війна геніїв) — японська манґа Аки Акасаки, яка видається видавництвом Shueisha у журналі Weekly Young Jump з травня 2015 року до 2 листопада 2022 року. Манґа розповідає про кохання двох успішних учнів, Каґуї Сіномії та Міюкі Сіроґане, які через власну неспроможність зізнатися у своїх почуттях намагаються змусити першим зізнатися один одного. За манґою студією A-1 Pictures був створений аніме-серіал, який транслювався з 12 січня до 30 березня 2019 року.

## Сюжет
Академія Сютіїн (яп. 秀知院学園, Сютіін ґакуен) — престижна школа, у якій навчаються діти з багатих родин. Найвищу сходинку серед них посідають двоє учнів другого року навчання — Каґуя Сіномія, віцепрезидент учнівської ради, та Міюкі Сіроґане, президент учнівської ради. У старшій школі поширюються чутки, що Каґуя і Міюкі зустрічаються, проте вони обидва це заперечують, хоча потай не відкидають можливості відповісти взаємністю один одному. Вони мають приховані почуття один до одного, проте через власну гордість не наважуються зізнатися в кохані самостійно вже протягом пів року навчання. Ба більше, вони вважають, що зізнатися самому — означає програти іншому. Тому вони обидва вирішують діяти таким чином, щоб змусити першим зізнатися один одного.

## Персонажі

### Головні
Каґуя Сіномія (яп. 四宮かぐや, Сіномія Каґуя)
Сейю: Аой Коґа
Віцепрезидент учнівської ради. Донька власника Shinomiya Group, одного з чотирьох найбільших конгломератів Японії. Всебічно розвинена та багата учениця. Через своє виховання Каґуя дещо наївна, часто зверхньо дивиться на інших, проте вона не знайома з багатьма речами, які відомі її одноліткам
Міюкі Сіроґане (яп. 白銀御行, Сіроґане Міюкі)
Сейю: Макото Фурукава
Президент учнівської ради. Розумний і спокійний. Має найкращі результати в навчанні, проте слабкий у спорті. Живе разом з батьком і молодшою сестрою Кей. Міюкі дуже працьовитий — принаймні 10 годин в день він навчається, а решту дня проводить на роботі.
Тіка Фудзівара (яп. 藤原千花, Фудзівара Тіка)
Сейю: Кономі Кохара
Секретарка учнівської ради, учениця другого року навчання Академії Сютіїн з родини політиків. Завжди позитивна і життєрадісна. Подруга Каґуї із середньої школи. В іграх часто намагається шахраювати, проте її завжди викривають на обмані. Тіка, вочевидь, не помічає закоханості Каґуї та Міюкі.
Ю Ісіґамі (яп. 石上優, Ісіґамі Ю)
Сейю: Рьота Судзукі
Скарбник учнівської ради, учень першого року навчання. Носить емо-зачіску. До учнівської ради його запросив особисто Міюкі після закінчення Ю середньої школи. Його спостережливість часто стає причиною неприємностей.
Іїно Міко (яп. 伊井野 ミコ, Міко Іїно)

### Другорядні
Ай Хаясака (яп. 早坂愛, Хаясака Ай)
Сейю: Юмірі Ханаморі
Особиста помічниця Каґуї, учениця другого року навчання в Академії Сютіїн.
Наґіса Касіваґі (яп. 柏木渚, Касіваґі Наґіса)
Сейю: Момо Асакура
Учениця другого року навчання в Академії Сютіїн, однокласниця Сіроґане в класі 2-B. Член волонтерського клубу.
Хлопець Касіваґі (яп. 柏木の彼氏 / 男子生徒, Касіваґі но каресі / Дансі сейто)
Сейю: Таку Ясіро
Учень другого року навчання в Академії Сютіїн, однокласник Касіваґі і Сіроґане в класі 2-B. Став хлопцем Касіваґі після поради, яку йому дав Сіроґане. Член волонтерського клубу.
Кей Сіроґане (яп. 白銀圭, Сіроґане Кей)
Сейю: Саюмі Судзусіро
Сестра Міюкі, учениця середньої школи в Академії Сютіїн.

## Манґа
Манґа створена манґакою Акою Акасакою, з 19 травня 2015 року вона виходила в журналі Miracle Jump видавництва Shueisha, а з березня 2016 року виходить в журналі Weekly Young Jump цього ж видавництва. Перший том манґи у форматі танкобону вийшов 18 березня 2016 року, а останній (станом на травень 2019), 14 том, опублікований 19 березня 2019 року. Станом на липень 2018 року загальний тираж манґи (включно з електронними версіями) становив понад 2,4 мільйона копій. Станом на грудень 2018 року загальний тираж манґи становив понад 3,5 мільйона копій, на лютий 2019 року — 4,5 мільйона копій.
Англійською мовою манґа публікується компанією Viz Media у журналі Shonen Jump. Перший том манґи англійською вийшов 6 березня 2018 року. Станом на травень 2019 року видано 8 томів англійською мовою.

### Список томів
| №  | Дата виходу     | ISBN                   |
| -- | --------------- | ---------------------- |
| 1  | 18 березня 2016 | ISBN 978-4-08-890432-0 |
| 2  | 19 липня 2016   | ISBN 978-4-08-890468-9 |
| 3  | 19 жовтня 2016  | ISBN 978-4-08-890508-2 |
| 4  | 19 січня 2017   | ISBN 978-4-08-890572-3 |
| 5  | 19 квітня 2017  | ISBN 978-4-08-890623-2 |
| 6  | 19 липня 2017   | ISBN 978-4-08-890702-4 |
| 7  | 19 жовтня 2017  | ISBN 978-4-08-890762-8 |
| 8  | 19 січня 2018   | ISBN 978-4-08-890840-3 |
| 9  | 19 квітня 2018  | ISBN 978-4-08-890891-5 |
| 10 | 19 червня 2018  | ISBN 978-4-08-891041-3 |
| 11 | 19 вересня 2018 | ISBN 978-4-08-891094-9 |
| 12 | 19 грудня 2018  | ISBN 978-4-08-891178-6 |
| 13 | 18 січня 2019   | ISBN 978-4-08-891193-9 |
| 14 | 19 березня 2019 | ISBN 978-4-08-891231-8 |

### Спін-офи
Оригінальна манґа отримала два спін-офи, що видаються компанією Shueisha: «Kaguya-sama wa Kokurasetai: Dōjin-ban» Сінти Сакаями, який з'явився 14 червня 2018 року на сайті «Tonari no Young Jump» та «Kaguya-sama o Kataritai» авторства G3 Ida, який вийшов у журналі Weekly Young Jump 26 липня 2018 року.

## Аніме

### Історія створення
У травні 2018 року видавець манґи, компанія Shueisha, анонсувала вихід аніме-адаптації оригінального твору. Аніме-серіал на основі манґи створений студією A-1 Pictures. Режисер — Хатакеяма Мамору, дизайн персонажів — Яхіро Юко, музикальний супровід — Ханеока Кей. Загалом містить 12, кожна тривалістю 30 хвилин. Опенінг — пісня «Love Dramatic feat. Ihara Rikka" (яп. ラブ・ドラマティック feat. 伊原六花) у виконанні Масаюкі Судзукі. Серіал має два ендинги:
- у 2-й та 4-12 серіях — пісня «Sentimental Crisis» (яп. センチメンタルクライシス) співачки Halca[en][4][6];
- у 3-й серії — пісня «Sentimental Crisis» (яп. センチメンタルクライシス) у виконанні Кономі Кохари[en] (сейю Чіки Фуджівари)[29][6].

### Показ та продажі
Серіал транслювався в Японії з 12 січня до 30 березня 2019 року в телевізійних мережах BS11, Tokyo MX, Gunma TV, MBS, CTV, AT-X.
Компанія Aniplex of America отримала ліцензію на показ аніме в США. Серіал став доступний для перегляду онлайн англійською мовою (з озвучуванням або субтитрами) на вебплатформах Crunchyroll, Hulu та Funimation 12 січня 2019 року, у день виходу аніме в Японії.
У 2019 році компанією Aniplex серіал випущено в Японії на 6 Blu-ray- та DVD-томах. Перший том вийшов 27 березня 2019 року, останній том з'явився 28 серпня 2019 року. Перший том на Blu-ray дисках у тиждень його виходу посів 7-е місце за продажами, його було продано в кількості 4091 копії. Перший том на DVD у тиждень його виходу посів 11-е місце за продажами, його було продано в кількості 784 копій.

### Список серій
Список серій аніме відповідно до даних сайту cal.syoboi.jp:
| №  | Назва серії | Дата виходу     |
| -- | --- | --------------- |
| 1  | «Eiga ni Sasowasetai / Kaguya-sama wa Tomeraretai / Kaguya-sama wa Itadakitai» (映画に誘わせたい／かぐや様は止められたい／かぐや様はいただきたい)                                                                         | 12 січня 2019   |
| 2  | «Kaguya-sama wa Kōkan Shitai / Fujiwara-chan wa Dekaketai / Shirogane Miyuki wa Kakushitai» (かぐや様は交換したい／藤原ちゃんは出かけたい／白銀御行は隠したい)                                                            | 19 січня 2019   |
| 3  | «Shirogane Miyuki wa Mada Shitenai / Kaguya-sama wa Ateraretai / Kaguya-sama wa Arukitai» (白銀御行はまだしてない／かぐや様は当てられたい／かぐや様は歩きたい)                                                            | 26 січня 2019   |
| 4  | «Kaguya-sama wa Medetai / Seitokai wa Iwasetai / Kaguya-sama wa Okurasetai / Shirogane Miyuki wa Hanashitai» (かぐや様は愛でたい／生徒会は言わせたい／かぐや様は送らせたい／白銀御行は話したい)                           | 2 лютого 2019   |
| 5  | «Kaguya-sama wa Konashitai / Shirogane Miyuki wa Misetsuketai / Kaguya-sama wa Sasaretai» (かぐや様はこなしたい／白銀御行は見せつけたい／かぐや様は差されたい)                                                            | 9 лютого 2019   |
| 6  | «Ishigami Yū wa Ikinobitai / Fujiwara Chika wa Tesuto-shitai / Kaguya-sama wa Kizukaretai» (石上優は生き延びたい／藤原千花はテストしたい／かぐや様は気づかれたい)                                                         | 16 лютого 2019  |
| 7  | «Shirogane Miyuki wa Hatarakitai / Kaguya-sama wa Iretai / Kaguya-sama wa Taetai» (白銀御行は働きたい／かぐや様は入れたい／かぐや様は堪えたい)                                                                            | 23 лютого 2019  |
| 8  | «Kaguya-sama wa Yobasetai / Shirogane Miyuki wa Makerarenai / Soshite Ishigami Yū wa Me o Tojita» (かぐや様は呼ばせたい／白銀御行は負けられない／そして石上優は目を閉じた)                                                | 2 березня 2019  |
| 9  | «Kaguya-sama wa Okuritai / Fujiwara Chika wa Mimaitai / Shinomiya Kaguya ni tsuite 1» (かぐや様は送りたい／藤原千花は見舞いたい／四宮かぐやについて①)                                                                     | 9 березня 2019  |
| 10 | «Kaguya-sama wa Yurusenai / Kaguya-sama wa Yurushitai / Shirogane Miyuki wa Dekaketai» (かぐや様は許せない／かぐや様は許したい／白銀御行は出かけたい)                                                                     | 16 березня 2019 |
| 11 | «Hayasaka Ai wa Tsukaritai / Fujiwara Chika wa Chō Tabetai / Shirogane Miyuki wa Deaitai / Hanabi no Oto wa Kikoenai, Zenpen» (早坂愛は浸かりたい／藤原千花は超食べたい／白銀御行は出会いたい／花火の音は聞こえない 前編) | 23 березня 2019 |
| 12 | «Hanabi no Oto wa Kikoenai, Kōhen / Kaguya-sama wa Saketakunai» (花火の音は聞こえない 後編／かぐや様は避けたくない) | 30 березня 2019 |

## Ігровий фільм
У лютому 2019 року компанія Shueisha, видавець манґи, анонсувала вихід 6 вересня цього ж року за манґою ігрового фільму. Режисер — Хаято Кавай, сценарист — Юїті Токунаґа. У ролі Каґуї Сіномії — Канна Хасімото, Міюкі Сіроґане — Сьо Хірано, Ю Ісіґамі — Хаято Сано.

## Сприйняття

### Манґа
У 2017 році манґа посіла 4-е місце з 15 в опитуванні, яке проводилося серед працівників книгарні Honya Club для визначення найкращих манґ, які станом на листопад 2016 року мали менше, ніж 5 томів.
Ребекка Сілвермен (англ. Rebecca Silverman) у своєму огляді перших двох англомовних томів манґи для сайту «Anime News Network» відзначила комедійну складову твору, проте звернула увагу на недоліки у візуальній складовій роботи манґаки, зокрема на зображення облич і на використанні Акасакою скринтонів замість створення повноцінних фонів.

### Аніме
У серії оглядів серій аніме оглядач із сайту «Anime News Network» Емі Макналті (англ. Amy McNulty) високо оцінила серіал, похваливши комедійну складову роботи, персонажів та рішення адаптувати декілька окремих епізодів в одній серії, яке на її думку дозволяє кожній серії відчуватися «свіжою».